# Big Brown
Big Brown, född 10 april 2005, är ett engelskt fullblod, mest känd för att ha segrat i Kentucky Derby (2008) och Preakness Stakes (2008). Han blev utsedd till American Champion Three-Year-Old Male Horse 2008.

## Bakgrund
Big Brown är en brun hingst efter Boundary (efter den ledande avelshingsten i Nordamerika, Danzig, som i sin tur var efter Northern Dancer)  och under Mien (efter Nureyev). Han föddes upp av Monticule Farms och ägs av IEAH Stables & Michael Iavarone. Han tränades under tävlingskarriären av Patrick Reynolds och senare av Rick Dutrow.
Big Brown tävlade mellan 2007 och 2008, och sprang in 3 614 500 dollar på 8 starter, varav 7 segrar. Han tog karriärens största segrar i Kentucky Derby (2008) och Preakness Stakes (2008). Han segrade även i Florida Derby (2008), Haskell Invitational Handicap (2008) och Monmouth Stakes (2008).

## Karriär
Big Brown såldes som föl på Fasig-Tipton 2006 Fall Yearling Sale för 60 000 dollar. Han såldes igen på Keeneland Sales 2007 till Paul Pompa, Jr. för $190,000. Pompa namngav hästen efter United Parcel Service (UPS), som ofta kallas för Big Brown. Pompa satte honom i träning hos Patrick Reynolds.

### Tvååringssäsongen 2007
Big Brown började att tränas som tvååring, och gjorde debut på tävlingsbanan den 3 september 2007, då han reds av Jeremy Rose på Saratoga Race Course i Saratoga Springs, New York, där han segrade med 11 1⁄4 längd. Pompa sålde sedan en del av hästen till IEAH Stables. Det nya partnerskapet beslutade att sätta honom i träning hos Rick Dutrow i Florida. Kort efteråt hittades sprickor i båda Big Browns framhovar, vilket hindrade honom att tävla under flera månader.

### Treåringssäsongen 2008
Som treåring debuterade Big Brown, som inte hade tävlat på mer än sex månader, den 5 mars 2008, då han segrade med 12 3⁄4 längd på Gulfstream Park. Han reds av Hall of Fame-jockeyn Kent Desormeaux. Han startade sedan i Florida Derby den 29 mars, och var spelfavorit trots ett dåligt utgångsläge. Desormeaux skickade hästen till ledningen direkt, där han aldrig blev utmanad under löpet, och segrade med fem längder.

#### Kentucky Derby
Den 3 maj 2008, i sitt fjärde löp, var Big Brown favorit i 2008 års upplaga av Kentucky Derby. Han startade från yttersta stolpen position 20, men varken det eller hans bristande erfarenhet verkade vara ett problem. Desormeaux tryckte inte av Big Brown från start, utan koncentrerade sig istället på att få ett bra läge i första sväng, och satte sig bakom de ledande hästarna. I sista sväng manade Desormeaux på Big Brown, som sveptes till ledningen, och segrade med 4 3⁄4 längd över stoet Eight Belles, som tvingades avlivas efter att ha fått stora skador efter löpet.

#### Preakness Stakes
Den 17 maj 2008 startade Big Brown som spelfavorit i 1-5 i Preakness Stakes, där han också segrade, och blev den fjärde hästen att vinna både Kentucky Derby och Preakness Stakes, samtidigt som han förblev obesegrad.
På fredagen efter Preakness Stakes upptäcktes en liten spricka på hästens vänstra framhov, samma skada som han haft i båda sina framhovar föregående höst. Tränare Dutrow menade att skadan endast var minimal. och med sprickan ihopsydd med ståltråd, återupptog Big Brown satsningen på att segra i Belmont Stakes.

#### Belmont Stakes
Väl i Belmont Stakes startade han igen som spelfavorit, men tvingades avbryta löpet. Senare visade sig att en sko kan ha lossnat under löpet, vilket kunde förklara underprestationen.

#### Fortsatt treåringssäsong
Big Brown gjorde sin nästa start den 3 augusti 2008 i Haskell Invitational Handicap på Monmouth Park. Han tog ledningen direkt, men släppte ledningen till Coal Play i sista sväng. Det såg ut som om Coal Play skulle gå mot seger, men Big Brown passerade honom i de sista stegen, och segrade med 1¾ längd.
Big Brown vann sin nästa start i Monmouth Stakes den 13 september 2008, som ses som ett förberedelselöp för Breeders' Cup Classic. Det var hans första start på gräs sedan hans debutlöp som tvååring, samt hans första start mot äldre hästar. Big Brown tog snabbt ledningen, en position han höll under hela löpet, och lyckades segra med en hals.

### Som avelshingst
Big Brown skadade sig i en bakhov den 13 oktober 2008, och missade Breeders' Cup Classic. Det meddelades även att Big Brown avslutar sin tävlingskarriär för att bli avelshingst. Han utsågs till American Champion Three-Year-Old Male Horse 2008.
Från och med 2009 stod Big Brown som avelshingst på Three Chimneys Farm i Midway, Kentucky. Han betäckte mer än 100 ston under sin första säsong. Hans första avkomma föddes den 12 januari 2010, under Impressive Attire (efter Seeking the Gold), på Swifty Farms i Seymour, Indiana.
Big Brown har visat sig vara en måttligt framgångsrik avelshingst. Hans mest anmärkningsvärda avkomma är Dortmund, som vann Santa Anita Derby 2015 och slutade trea i Kentucky Derby, bakom Triple Crown-vinnaren American Pharoah.